# Hamad bin Isa al-Khalifa

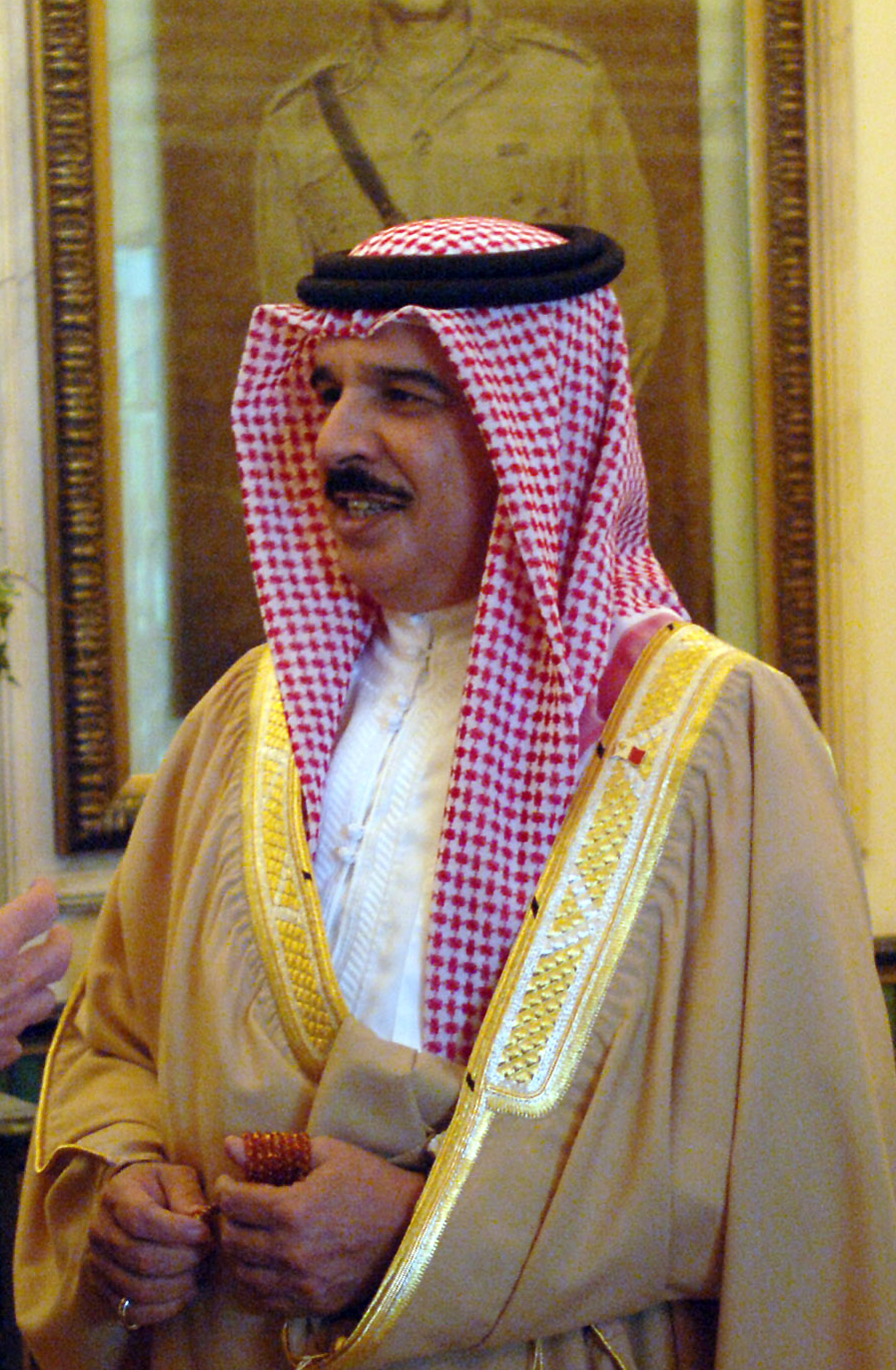
Hamad bin Isa Al Khalifa

Hamad bin Isa bin Salman Al Khalifa (àrab: حمد بن عيسى بن سلمان آل خليفة, Ḥamad b. ʿĪsà b. Salmān Āl Ḫalīfa) (Riffa, Bahrain, 28 de gener del 1950) és el primer rei de Bahrain (des del 14 de febrer del 2002) i abans n'havia estat el segon emir (des del 6 de març del 1999). És fill de qui fou el primer emir de Bahrain, Isa bin Salman Al Khalifa, tot i que la dinastia Al Khalifa governa el país des del 1783.